# Radu Voina
Radu Voina (Apold, 29 de julio de 1950) es un jugador y entrenador de balonmano rumano. Consiguió 3 medallas olímpicas como jugador. Luego como seleccionador absoluto masculino consiguió un bronce olímpico en los Juegos Olímpicos de Los Ángeles y un bronce en un Europeo con la selección absoluta femenina.